# Remeți
Remeti là một xã thuộc hạt Maramureș, România. Dân số thời điểm năm 2002 là 3053 người.